# 庫恩冰原島峰
84°6′S 66°34′W / 84.100°S 66.567°W
庫恩冰原島峰（英語：Kuhn Nunatak）是南極洲的冰原島峰，位於伊利沙伯女皇地，處於奧利弗冰原島峰西南面6公里，屬於彭薩科拉山脈的一部分，美國地質調查局根據測量和該國海軍的空中照片繪入地圖，現時由南極條約體系管理。